# Laura, primizie d'amore
Laura, primizie d'amore (Laura, les ombres de l'été) è un film del 1979 diretto da David Hamilton.

## Trama
Paul Wyler è uno scultore di successo, noto soprattutto per le sue sculture di giovani ragazze nude. Quando incontra una sua vecchia fiamma, Sara rimane colpito dalla sua bellissima figlia Laura e le chiede di posare per lui. Sara, gelosa del fatto che il suo ex amante sia più attratto da sua figlia che da lei, rifiuta la proposta nonostante Laura ne fosse entusiasta. Per consentire comunque a Paul di eseguire la scultura Sara decide di scattare foto di Laura in posa nuda per poi darle a Paul in modo che possa usarle come modello. Dopo un incendio a una mostra d'arte, Paul diventa cieco e non riesce a completare la scultura. Laura allora gli permette di finire il suo lavoro toccando il suo corpo nudo per poi scolpirlo. Paul e Laura finiscono per avere un rapporto sessuale, ma la mattina dopo Sara arriva a prendere la figlia ponendo fine definitivamente alla loro storia.